# 濟比內
50°18′29″N 37°4′55″E / 50.30806°N 37.08194°E
濟比內（烏克蘭語：Зибине）是位於烏克蘭東部的村莊，由哈爾科夫州丘胡伊夫区的沃夫昌斯克市鎮負責管轄。該村處於沃夫恰河畔，始建於1600年，面積0.71平方公里，海拔高度109米，2001年人口115。